# Choly Berreteaga
María Esther Brañeiro (Larouco; 9 de octubre de 1927-Buenos Aires; 26 de diciembre de 2018), más conocida como Choly Berreteaga, fue una cocinera profesional, conductora de televisión y escritora argentina.

## Biografía
Choly nació en Galicia, traslandándose su familia a Argentina desde muy niña. Durante su infancia vivió en un casona ubicada sobre la avenida Corrientes, en el Barrio de Almagro, en Buenos Aires. Varios de sus hermanos fallecieron jóvenes, y también su padre falleció cuando ella tenía 6 años de edad. Tiempo después, a finales de los años 1940, se radicó en la localidad de Castelar, Partido de Morón en la Provincia de Buenos Aires, ya que sufría de problemas respiratorios y esa ciudad era considerada adecuada para poder enfrentar su enfermedad.
Al terminar sus estudios secundarios, decidió estudiar cocina durante dos años. Fue convocada por su profesora para ser su auxiliar y reemplazarla en algunas oportunidades. Luego de casada, a partir de algunos problemas económicos en su familia, decidió trabajar primero como profesora de piano y francés, y después dando clases de gastronomía en una escuela profesional nocturna que funcionaba en la Escuela 17 General José de San Martín de Morón, donde adquirió experiencia.
En 1955 contrajo matrimonio con el Vasco Berreteaga, de origen español, con quien tuvo mellizos en 1956, Claudia María y Luis. Su marido fallecería en 2010.

## Carrera
En 1963, a pedido de su sobrina Alicia, envió una carta a Blanca Cotta para participar en el programa «Buenas tardes, mucho gusto» que se transmitía por Canal 13 de Buenos Aires, en la sección «Hoy colabora usted», donde preparó una pizzonda, un pan típico de Italia relleno con jamón, panceta, aceitunas y queso. A partir del éxito de esta primera colaboración, dos meses después se incorporó al elenco estable del programa. En el ciclo transmitido en vivo y en directo también participaron Petrona Carrizo de Gandulfo, de quien fue íntima amiga, y el médico Alberto Cormillot, entre otros.
El programa, con altos picos de audiencia, se mantuvo varias temporadas en el aire hasta los años 1980. En el mismo, se presentaban personas con algo para enseñar o preparar en diversos rubros como la jardinería, costura, arquitectura, gastronomía, etcétera. 
Por mucho tiempo tuvo a su cargo una confitería. Además, trabajó como cocinera para hoteles, restaurantes y empresas gastronómicas tanto en Argentina como en el extranjero.
A partir de 1986 trabajó para el programa de televisión Utilísima. A partir de 1996, cuando se crea el canal Utilísima Satelital pasó a tener su programa propio. En dicho canal tuvo su programa «Cocina fácil» por varias temporadas, hasta que la señal fue vendida y pasó a llamarse Fox Life. En 2014, ya en Fox Life, después de cincuenta años de trayectoria televisiva, condujo su ciclo de despedida de la televisión, llamado «50 años junto a Choly».
Choly Berreteaga es autora de más de 50 libros de cocina, siendo el más emblemático «Cocina fácil para la mujer moderna», publicado por primera vez en 1976, seguido de múltiples reediciones.

## Ciudadana ilustre
El 22 de diciembre de 2009, a meses de cumplir 47 años de trayectoria ininterrumpida en la televisión, fue declarada ciudadana ilustre del Partido de Morón.